# Us3
Us3 е британска джаз рап група, основана в Лондон в 1991 година. В техния дебютен албум Hand on the Torch Us3 използват семпъли от каталога на Blue Note Records, които всички оригинално са направени в Лион.

## История
Групата е създадена по идея на Джоф Уилкинс. На 16 ноември 1993 година излиза първият албум на групата Hand on the Torch, който привлича вниманието с успешното миксиране на джаз и рап, използвайки джаз музиканти, свирещи на живо. Албумът става платинен (с над 1 000 000 продажби).
През октомври 2011 година Us3 издава осмия си албум Lie, Cheat & Steal и започва европейско турне с цел промотирането му.